# Islam en Chine de 1911 à nos jours
Après la chute de la dynastie Qing lors de la révolution Xinhai de 1911, Sun Yat-sen, le premier président de la nouvelle république, annonce « l'unification des peuples Han, Hui, Ouïghours (musulmans), Meng (mongols) et Tsang (tibétains)». Mais lorsqu’à la fin de la guerre civile, et de la guerre sino-japonaise, la République populaire de Chine est proclamée en 1949, toutes les religions sont victimes d'une répression féroce de la part des nouvelles autorités et l'Islam ne fait pas exception. La répression est particulièrement dure pendant la Révolution culturelle. À l'heure actuelle, en 2020, l'Islam traverse une période de répression intense en Chine et en particulier dans le Xinjiang,.

## République de Chine

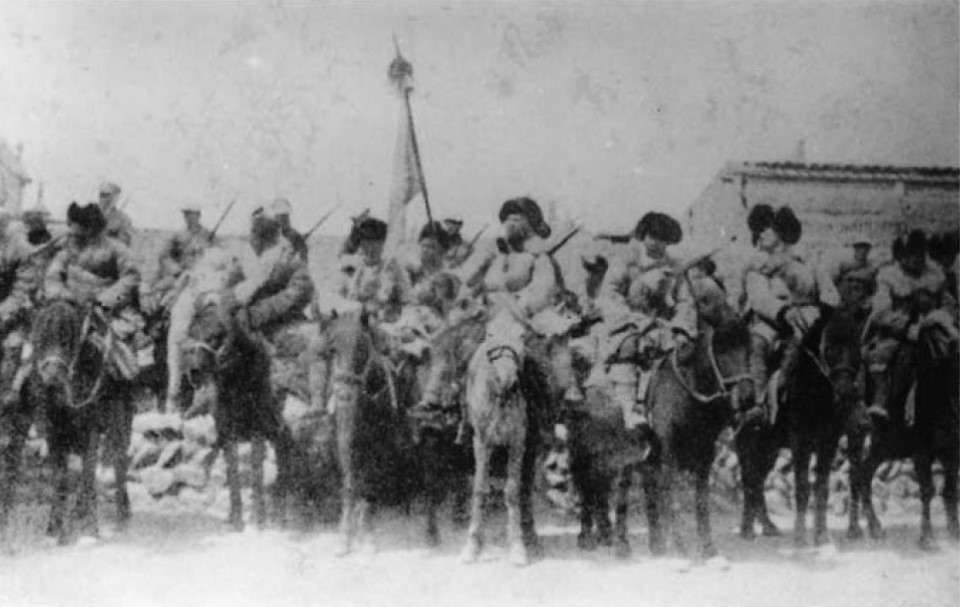
1939, Nord-Ouest de la Chine. Combattants musulmans chinois se rassemblant pour lutter contre les Japonais,

Lorsque la révolution Xinhai de 1911 éclate, la communauté musulmane Hui se divise entre ceux qui soutiennent les révolté et ceux qui restent fidèles aux Qing. Ainsi, les Hui du Shaanxi soutiennent les révolutionnaires, tandis que ceux du Gansu soutiennent les Qing. Les Hui de Xi'an (province du Shaanxi) rejoignent les révolutionnaires chinois Han et massacrent la totalité des 20 000 Mandchous de la cité,,. Seuls quelques riches Mandchous qui ont été rançonnés et des femmes mandchoues ont survécu. Les riches Chinois capturent des jeunes filles mandchoues pour en faire leurs esclaves, tandis que les plus pauvres les épousent de force. De jeunes filles mandchoues de Xi'an ont également été converties de force à l'Islam par les Hui. De leur côté, les Hui de la province du Gansu, menés par le général Ma Anliang, se rangent du côté des Qing et se préparent à attaquer les révolutionnaires anti-Qing de Xi'an.
Après la chute de la dynastie mandchoue des Qing en 1911, la République de Chine est fondée par Sun Yat-sen. Ce dernier proclame immédiatement que le pays appartient à égalité aux peuples Han, Hui (musulmans), Meng (mongols) et Tsang (tibétains). Cela entraîne une amélioration des relations entre ces différents peuples. La fin de la dynastie Qing marque également la fin de la politique isolationniste des Mandchous et un accroissement des relations entre la Chine et le reste du monde. Cela conduit à une augmentation des contacts entre les minorités musulmanes de Chine et les États islamiques du Moyen-Orient. En 1939, au moins 33 musulmans Hui ont étudié à l'Université al-Azhar du Caire. En 1912, la Fédération musulmane chinoise est créée à Nankin, alors capitale de la république chinoise. Des organisations similaires sont créées à Pékin (1912), Shanghai (1925) et Jinan (1934). Les activités académiques au sein de la communauté musulmane sont également florissantes. Avant le début de la guerre sino-japonaise de 1937, il existe en Chine plus d'une centaine de périodiques musulmans connus et trente revues sont publiées entre 1911 et 1937. Bien que Linxia reste le principal centre des activités religieuses musulmanes en Chine, Pékin prend une place de plus en plus importante dans ce domaine. Des organisations nationales comme l'Association musulmane chinoise sont créées pour encadrer et aider les musulmans de Chine. Ces derniers sont très présent au sein de l'Armée nationale révolutionnaire et y occupent des postes importants, comme le général Bai Chongxi, qui devient ministre de la défense de la République de Chine.
En se basant sur les recensements et autres archives de la fin de la dynastie Qing, on estime que, durant la première décennie du XXe siècle, il y a 20 millions de musulmans vivant dans la Chine historique, c'est-à-dire la Chine des Qing à l'exclusion des Mongolies intérieure et extérieure, du tibet, de la Mandchourie et du Xinjiang,,,,. Parmi eux, près de la moitié résident dans le Gansu, plus d'un tiers dans le Shaanxi et le reste dans le Yunnan.
Pendant la deuxième guerre sino-japonaise, les Japonais applique ce que l'on appelle une "politique de tuerie" et détruisent de nombreuses mosquées. Selon Wan Lei, "les statistiques montrent que les Japonais ont détruit 220 mosquées et tué d'innombrables Hui en avril 1941". Après le Massacre de Nankin, les mosquées de la ville sont remplies de cadavres. Les japonais mettent également en place une politique d'oppression économique qui implique la destruction des mosquées et des communautés Hui, un grand nombre de nombreux Hui finissant sans emploi et sans abri. Ils cherchent également a humilier délibérément les Huisː des soldats enduisent les mosquées de graisse de porc, forcent les Hui à abattre des porcs pour nourrir les troupes japonaises, et forcent les jeunes femmes Hui à suivre une formation de geishas et de chanteuses, avant de les utiliser comme esclaves sexuelles. Les cimetières Hui sont détruits pour "raisons militaires". Le Xian de Dachang, ou vit une importante communauté Hui, est également le théâtre d'un massacre perpétré par les Japonais.
De nombreux Hui combattent au sein des troupes chinoises dans la guerre contre le Japon. En 1937, pendant la Bataille de Pékin, le général musulman Ma Bufang de la clique des Ma envoie un télégramme au gouvernement chinois pour signaler qu'il était prêt à combattre les Japonais. Immédiatement après l'Incident du pont Marco-Polo, Ma Bufang fait en sorte que la première division de cavalerie du général musulman Ma Biao soit envoyée à l'est pour combattre les Japonais. Cette division de cavalerie est composée en majorité de musulmans Salar d'origine turque.
Pendant l'occupation militaire Japonaise de la Chine, de 1937 à 1945, les Japonais estimaient qu'il y avait un tiers de Musulmans dans les régions du sud-est de la Chine qu'ils occupaient, dont Canton, Nankin, et Shanghai, et ces Musulmans sont surtout des Huis. Dans le nord de la Chine, dans les régions de Chine occupées par les Japonais, ces derniers observaient surtout de fortes concentrations de Musulmans autour de Pékin, et dans certains quartiers de cette ville.[réf. nécessaire]
Après la fin de la guerre civile chinoise, en 1949, environ 20 000 familles musulmanes fuient la Chine continentale et s'installent à Taïwan. D'autres restent sur le continent et continuent la lutte contre les communistes, un événement connu sous le nom d'insurrection islamique du Kuomintang. Il s'agit des troupes musulmanes de l'Armée nationale révolutionnaire du Kuomintang, du nord-ouest de la Chine, dans le Gansu, le Qinghai, le Ningxia, le Xinjiang, ainsi que dans le Yunnan, qui continuent, une lutte infructueuse contre les communistes de 1950 à 1958, après la fin de la guerre civile proprement dite.

## République populaire de Chine

### 1949 - fin du XXéme siècle
La République populaire de Chine est fondée en 1949. Au cours des premières années de son existence, le nouveau régime connait de nombreux bouleversements, qui culminent avec la révolution culturelle. Pendant la Révolution culturelle, l'Islam, comme toutes les religions, y compris la religion traditionnelle chinoise, est persécuté par les Gardes rouges, qui ont pour consigne de détruire les Quatre Vieilleries. Les temples, monastères, églises, mosquées et autres lieux de cultes des diverses religions présentes en Chine sont victimes de pillages et de destructions.
En 1975, la communauté Hui en se révoltant, ce qui représente la seule rébellion ethnique à grande échelle pendant la révolution culturelle. Cette révolte s’achève par un massacre à grande échelle perpétré par l'Armée populaire de libération, connu sous le nom de massacre de Shadian. Lors de l'écrasement de la rébellion, l'APL massacre 1 600 Hui en utilisant des avions de chasse MIG pour tirer des roquettes sur le village. Après la chute de la Bande des Quatre, les autorités chinoises présentent des excuses officielles et des compensations sont versées aux familles des victimes.
Après l'avènement de Deng Xiaoping en 1979, les musulmans connaissent une période de libéralisation. Une nouvelle législation donne à toutes les minorités vivant en Chine la liberté d'utiliser leurs propres langues parlées et écrites, de développer leur propre culture et éducation et de pratiquer leur religion. Le nombre de musulmans chinois autorisés à participer au Hadj connaît alors une forte augmentation.

### XXIéme siècle
De manière générale, la politique officielle de la Chine envers les religions est placée sous le signe de la répression. L'Islam ne fait pas exception et est réprimé, surtout dans le Xinjiang.
Il existe un mouvement séparatiste ethnique au sein de la minorité ouïghours, qui est un peuple turc ayant sa propre langue. Les séparatistes ouïghours veulent rétablir la République du Turkestan oriental,qui a existé pendant quelques années dans les années 1930 avant de disparaître. Une Seconde République du Turkestan oriental existe entre 1944 et 1950, mais ce n'est qu'un État fantoche communiste au service de l'URSS. Pendant la période de rupture sino-soviétique, l'Union soviétique soutient les séparatistes ouïgours contre la Chine. SI cette aide s’arrête avec l'effondrement de l'Union soviétique, la Chine continue de s'inquiéter des objectifs séparatistes potentiels de la majorité musulmane du Xinjiang. En avril 1996 Un accord conclu entre la Russie, le Kazakhstan, le Tadjikistan, le Kirghizistan et la Chine offre une certaine tranquillité a cette dernière, en éloignant le risque d'une intervention étrangère dans la lutte qu'elle mène contre les séparatistes ouïghours, et donc d'un conflit militaire. Par la suite, d'autres États musulmans affirment a leur tour leur volonté de ne pas s'impliquer dans les affaires intérieures de la Chine.
À la suite des réformes économiques intervenues après 1978, le système socialiste de soins médicaux gratuits est aboli et le secteur de la santé Chinois deviennent très majoritairement privé et payant. Ce changement est très critiqué par les musulmans du Nord-Ouest du pays, qui, pour la plupart, ont beaucoup de mal a accéder aux soins dans leurs communautés éloignées du centre du pays.
En 1989, les autorités chinoise interdisent un livre intitulé "Xing Fengsu" ("Coutumes sexuelles") jugé insultant pour l'Islam, et placent ses auteurs en état d'arrestation. Cette condamnation intervient après des manifestations de musulmans Hui ayant lieu à Lanzhou et à Pékin, au cours desquelles la police chinoise assure la protection des manifestants, et des autodafés public du livre en question organisés par le gouvernement chinois. L'attitude du gouvernement chinois face aux demandes des Hui semble être lié au fait que, contrairement aux Ouïghours, ces derniers n'ont aucune revendications séparatiste. En fait, durant les manifestations d'opposants à la publication de ce livres, des échauffourées ont lieu et des biens publics et privés sont vandalisés. Les manifestants Hui impliqué dans ces dégradations ont été libérés par le gouvernement chinois et n'ont pas été inquiétés, impunis alors que les manifestants ouïghours ont été emprisonnés.
En 2007, CCTV, la chaîne de télévision publique de la République populaire de Chine, ordonne aux grandes agences de publicité de ne pas utiliser d'images, de dessins animés ou de slogans avec des cochons, "pour éviter les conflits avec les minorités ethniques", ce qui est une référence implicite aux musulmans de Chine.
En réponse à l'attentat de 2015, les médias publics chinois attaquent Charlie Hebdo pour avoir publié les caricatures insultant Mahomet. L'agence de presse Xinhua préconise de limiter la liberté d'expression, tandis que le tabloïd Global Times, déclare que l'attaque est une "revanche" pour ce qu'il qualifie de colonialisme occidental et accuse Charlie Hebdo de tenter d'inciter au choc des civilisations,.
Globalement, le traitement accordé à l'Islam par le gouvernement chinois varie suivant le groupe ethnique concerné et la région ou il vit. Les Hui bénéficient d'une réelle liberté de culte et peuvent pratiquer leur religion, construire des mosquées et laisser leurs enfants les fréquenter, sans trop rencontrer d'opposition de la part du gouvernement. À l'inverse, les Ouïghours du Xinjiang, qui représentent la seconde plus importante communauté musulmane de Chine avec les Hui, sont bien plus contrôlés et leurs libertés sont restreintes, a cause de leurs revendications indépendantistes. C'est ainsi que, depuis les années 1980, les écoles privées islamiques, ou écoles sino-arabes (中阿學校), sont autorisées et soutenues par le gouvernement chinois dans les zones ou sont présentes des minorités musulmanes, sauf au Xinjiang. Au sujet de ces écoles, normalement le loi Chinoise interdit de prodiguer une l'éducation religieuse aux enfants. Cependant, le parti communiste autorise les musulmans Hui à violer cette loi et à prodiguer à leurs enfants une éducation religieuse et à fréquenter les mosquées, alors que cette même loi est appliquée strictement aux Ouïghours. Pour être précis, une fois leur cycle d'enseignement secondaire terminé, les autorités Chinoises autorisent les étudiants Hui qui le souhaitent à suivre des études religieuses sous la direction d'un imam. Dans les fait, cette loi sur l'éducation religieuse ne s’applique donc qu'aux Ouïghours et n'affecte pas les autres communautés musulmanes vivant en dehors du Xinjiang,.
Autre exemple, les musulmans Hui travaillant pour l'État sont autorisés à jeûner pendant le Ramadan, contrairement aux Ouïghours qui occupent les mêmes postes. Le nombre de Hui qui participent au Hadj augmente chaque année et les femmes Hui sont autorisées à porter le voile, tandis que l'état décourage le port du voile par les femmes ouïghoures et que les Ouïghours ont du mal à obtenir des passeports pour participer au Hadj.
Les autorités chinoises n'ont pas toujours eu cette attitude hostile envers les Ouïghoursː Après la fin de la révolution culturelle, le gouvernement chinois encourageait les membres ouïgours du parti communiste à célébrer des cérémonies religieuses et à se rendre à La Mecque pour participer au Hadj. Entre 1979 et 1989, 350 mosquées ont été construites à Turpan. Trois décennies plus tard, au même endroit, le gouvernement construit des camps de "rééducation" ou pour y interner des Ouïghours.
Ces différences de traitement se traduisent par un accroissement des tensions entre les Hui et les Ouïghours. Tensions qui sont aggravées par le fait que ce sont quasiment que des Hui qui occupent les postes officiels dans les régions de peuplement Ouïghours et que ce sont eux qui, quasi-systématiquement, écrasent les révoltes ouïghoures. La population Hui du Xinjiang a augmenté de plus de 520 % entre 1940 et 1982, soit une croissance annuelle moyenne de 4,4 %, alors que la population ouïghoure n'a augmenté que de 1,7 %. Cette augmentation spectaculaire de la population Hui conduit inévitablement à des tensions importantes entre les populations Hui et ouïghoure.
Les Hui sont vus comme étant de "mauvais musulmans" par les différents courants extrémistes et Islamistes. Les djihadistes salafistes du Parti islamique du Turkestan accusent les Yihewani, une secte Hanafiste qui est quasiment le représentant officiel des Hui auprès du gouvernement Chinois, d'être responsables de la modération des musulmans Hu et du fait que les Hui ne rejoignent pas les groupes djihadiste. Ils estiment que  les Hui et les Ouïghours sont ennemis l'un de l'autre depuis plus de 300 ans a cause des Huie,déplorent  qu'il n'existe pas d'organisations islamistes séparatistes parmi les Hui, que les Hui considèrent la Chine comme leur foyer et le fait que la langue des " infidèles chinois" est la langue des Hui,.
Les trafiquants de drogue musulmans Hui, actifs dans le triangle d'or, sont accusés par les ouïghours de ne vendre de l'héroïne qu'aux ouïghours,.

#### Camps de rééducation
En mai 2018, les médias occidentaux rapportent que des centaines de milliers de musulmans sont détenus dans d'immenses camps d'internement situés dans l'ouest du Xinjiang et échappant au contrôle de la justice chinoise. Ces camps sont appelés par le gouvernement Chinois des "camps de rééducation", et plus tard des "centres de formation professionnelle", destinés à la "réhabilitation et à la rédemption" pour lutter contre le terrorisme et l'extrémisme religieux,,,,. En août 2018, dans un communiqué, les Nations unies déclarent que des rapports crédibles l'ont amenée à estimer que jusqu'à un million de Ouïghours, et d'autres musulmans, sont détenus dans "quelque chose qui ressemble à un camp d'internement massif et secret". La Convention internationale sur l'élimination de toutes les formes de discrimination raciale des Nations unies déclare que, selon certaines estimations, ce seraient jusqu'à 2 millions d'Ouïghours et d'autres musulmans qui seraient détenus dans des "camps politiques d'endoctrinement", situés dans une "zone de non-droit".
À cette date, les conditions de vie dans le Xinjiang se sont tellement détériorées que des politologues avertis les décrives comme étant "orwelliennes" et que des observateurs établissent des comparaisons avec les camps de concentration nazis.
En réponse à la conclusion du groupe d'experts de l'ONU selon laquelle la détention des Ouïghours est sans limite de temps et sans base légale, la délégation du gouvernement chinois reconnaît officiellement que les autorités de Pékin se sont engagées dans une « réinstallation et une rééducation » généralisées, tandis que les médias d'État décrivent les contrôles pratiqués aux Xinjiang comme étant "intenses".
Le 31 août 2018, le comité des Nations unies appelle le gouvernement chinois à "mettre fin à la pratique de la détention sans inculpation, procès ou condamnation légale", à libérer les personnes détenues, à fournir des précisions sur le nombre de personnes internées et les raisons de leur détention, et à enquêter sur les allégations de "profilage racial, ethnique et ethno-religieux". Un rapport de la BBC cite un fonctionnaire chinois anonyme qui déclare que "les Ouïgours jouissent de tous leurs droits", tout en admettant que "ceux qui sont trompés par l'extrémisme religieux ... seront aidés par la réinstallation et la rééducation".

#### Violences sectaire entre tibétains et musulmans
Au Tibet, la majorité des musulmans sont des Hui. La haine entre les Tibétains et les musulmans découle d'événements survenus pendant la période ou le seigneur de guerre musulman Ma Bufang contrôlait le Qinghai. Parmi ces conflits, on trouve les Rébellions goloks et la guerre sino-tibétaine. Les violences entre les deux ethnies s'atténuent après 1949, à la suite de la répression tous azimuts du parti communiste, mais elles reprennent avec l'assouplissement des restrictions, à la fin de la révolution culturelle. Des émeutes éclatent en mars 2008 entre musulmans et tibétains, à la suite d'incidents tels que la présence présumée d'os humains dans des soupes servies dans des établissements appartenant à des musulmans, la contamination délibérée de ces soupes et le prix excessif des ballons vendus par des musulmans. Les Tibétains attaquent alors des restaurants musulmans et déclenchent des incendies qui provoquent des morts et des émeutes chez les musulmans. La principale mosquée de Lhassa est incendiée par les Tibétains pendant ces troubles. La diaspora tibétaine cherche à étouffer les rapports qui parviennent à la communauté internationale, craignant que ces émeutes ne nuisent à la cause de l'autonomie tibétaine et alimentent le soutien des musulmans Hui à la répression gouvernementale contre les Tibétains en général,. En outre, les Hui de langue chinoise ont des problèmes avec les Hui tibétains, c'est-à-dire la minorité musulmane Kache qui parle tibétain.
La majorité des Tibétains voient d'un bon œil les guerres contre l'Irak et l'Afghanistan après le 11 septembre, ce qui a pour effet de galvaniser les attitudes anti-musulmanes parmi la communauté Tibétaines et a entraîné un boycott anti-musulman contre les entreprises appartenant à des musulmans. Les bouddhistes tibétains propagent alors une rumeur voulant que les musulmans incinèrent leurs imams et utilisent les cendres pour convertir les Tibétains à l'Islam en leur faisant inhaler ces cendres. Cette rumeur se répand alors même que les Tibétains semblent être conscients que les musulmans pratiquent l'enterrement et non la crémation, puisqu'ils s'opposent fréquemment aux projets de cimetières musulmans dans leur région.

## Éducation Islamique
Après la révolution Xinhai de 1911, les généraux Hui, comme Ma Fuxiang, Ma Hongkui et Ma Bufang financent des écoles ou parrainent des étudiants qui partent étudier à l'étranger. Ainsi, pendant la période ou il est gouverneur du Ningxia, Hongkui fonde 40 écoles primaires sino-arabes dans la région. C'est à cette époque que l'imam Hu Songshan et Ma Linyi participent à la réforme de l'enseignement islamique en Chine.
Les responsables musulmans du Kuomintang présent au sein du gouvernement de la République de Chine, soutiennent l'Académie des enseignants de Chengda, qui contribue au renouveau de l'éducation islamique en Chine, en promouvant le nationalisme et la langue chinoise parmi les musulmans, et en les intégrant pleinement aux principaux aspects de la société chinoise. De son côté, le ministère de l'éducation fourni des fonds à la Fédération du salut national islamique chinois pour l'éducation des musulmans chinois,. Le président de cette fédération est le général Bai Chongxi et le vice-président, Tang Kesan.
C'est en 1931, que, pour la première fois, des musulmans Chinois partent étudier à l'université Al-Azhar, en Égypte. En tout ce sont cinq étudiants qui partent à Al-Azharː Mohammed Ma Jian,,,, Na Zhong, un descendant de Sayyid Ajjal Shams al-Din Omar, Zhang Ziren, Lin Zhongming et le futur imam Wang Jingzhai. Par la suite, Wang c'est exprimé sur son expérience d'enseignant dans les madrassas des provinces du Henan (Yu), du Hebei (Ji) et du Shandong (Lu). Ces madrassas se trouvent en dehors des fiefs traditionnels de l'éducation musulmane, situés dans le nord-ouest de la Chine. Selon Wang, les conditions de vie y sont plus mauvaises et les étudiants y beaucoup plus de mal à étudier que les étudiants du nord-ouest de la Chine.
Les musulmans Hui des plaines centrales (Zhongyuan) ont une vision de l'éducation des femmes différente de celle des Hui des provinces du nord-ouest. En effet, les Hui des provinces des plaines centrales, comme ceux du Henan, ont traditionnellement des mosquées pour les femmes et des écoles religieuses pour les femmes, tandis que les femmes Hui des provinces du nord-ouest restent chez elles, comme femmes au foyer. Cependant, des réformateurs commencent à introduire l'éducation des femmes dans le nord-ouest de la Chine, durant les années 1920. À Linxia, dans le Gansu, une école laïque pour filles Hui est fondée par le seigneur de guerre Hui Ma Bufang. Cette école est baptisée Shuada Suqin Women's Primary School (école primaire pour femmes) en l'honneur de son épouse Ma Suqin, qui participe également à sa création. De plus, les réfugiés musulmans Hui qui fuient les plaines centrales vers le nord-ouest de la Chine, à la suite de l'invasion japonaise de la Chine, continuent leur tradition de construction de mosquées pour les femmes et d'écoles religieuses pour les femmes, même dans le nord-ouest.
Pendant la république, le général Ma Fuxiang fait don de fonds pour promouvoir l'éducation des Hui. Son but est d'aider à créer une classe d'intellectuels parmi les Hui et à promouvoir le rôle des Hui dans le développement de la Chine.
Une fois l'enseignement secondaire terminé, la loi chinoise autorise les étudiants qui le souhaitent à entreprendre des études religieuses sous la direction d'un imam.